# بهترین مردان (فیلم تلویزیونی)
بهترینِ مردان (انگلیسی: The Best of Men) یک فیلم تلویزیونی محصول ۲۰۱۲ بریتانیا است. ابن فیلم تلاش‌های پیشگامانه دکتر لودویگ گوتمن در بیمارستان استوک مندویل را که منجر به بنیان‌گذاری بازی‌های پارالمپیک شد، به تصویر کشیده است. این فیلم در سی و چهارمین دوره جشنواره فیلم یهودی فیلادلفیا، برنده جایزه بهترین روایت از نگاه تماشاگران شد.

## داستان
فیلمی تلویزیونی بهترینِ مردان، داستان یک پزشک برجسته را روایت می‌کند که شیوه‌های مراقبت از بیماران مبتلا به فلج نخاعی (پاراپلژی) را متحول کرد. در میانه جنگ جهانی دوم، دکتر لودویگ گوتمن پس از ورود به بیمارستان استوک مندویل انگلستان، با رد روش‌های کهنه‌ای که با مراقبت‌های نادرست و ترحم‌آمیز همراه بود، زندگی بیماران و کارکنان خود را دگرگون کرد. او با تکیه بر شخصیت خستگی‌ناپذیر، کاریزماتیک و شوخ طبع خود، این ایده را که فلج نخاعی پایان زندگی است، به تاریخ سپرد. دکتر گوتمن که در زندگی پرفراز و نشیب خود بر مشکلات بزرگی غلبه کرده بود، اصرار داشت که بیمارانش نیز همین کار را انجام دهند. او از بیمارانش که غالبا از سربازان آسیب‌دیده جنگ بودند، انتظار داشت روابط، پیشه و زندگی کامل و عادی داشته باشند. او از ورزش بهره برد تا آنها را از لحاظ جسمی و روانی به چالش بکشد. این فیلم ضمن روایت داستان واقعی تولد بازی‌های پارالمپیک، از دستاوردهای سر لودویگ گوتمن تجلیل می‌کند.

## بازیگران
- ادی مارسن - در نقش لودویگ گوتمن
- جرج مکای - سرباز ویلیام هیث
- راب برایدون - سرجوخه وین بوون
- نیو کیوسک - خواهر ادواردز (پرستار)
- ریچارد مک‌کیب - دکتر کوئن
- نیکولاس جونز - ژنرال هارولد هنری بلیک
- تریستان استراک - گروهبان "کیو" هیلز، مربی
- نایجل لینزی - آقای هیث
- ریچل اسپنس - خانم هیث
- لی کوئین - پرستار "کار"